# پیرو مانزونی
پیِرو مانزونی (ایتالیایی: Piero Manzoni; ۱۳ ژوئیهٔ ۱۹۳۳ – ۶ فوریهٔ ۱۹۶۳) یک هنرمند و نقاش اهل ایتالیا بود. او از تبار اشراف بود و در جوانی درگذشت.
مانزونی، به‌عنوان هنرمند، در برابر هر شکلی از «سنت» مقاومت می‌کرد، تا جایی که هنرمندی را امری فردی می‌دانست.
پیرو مانزونی به خاطر رویکرد طعنه‌آمیزش به هنر آوانگارد معروف بود. آثار او عمدتاً به‌عنوان حرکات انتقادی علیه تولید انبوه و مصرف‌گرایی، که در پس از جنگ جهانی دوم در جامعهٔ ایتالیا مشهود شده بود، تلقی می‌شوند.
ویژگی اصلی مانزونی این است که هر هنری را به اغراق می‌کشد و محدوده‌های ازپیش‌تعیین‌شده‌اش را در هم می‌شکند.
مانزونی در ششم فوریهٔ ۱۹۶۳ بر اثر سکتهٔ قلبی در میلان درگذشت.

## بازدم هنرمند
پیِرو مانزونی در برهه‌ای، بادکنک‌هایی را تحت عنوان «بازدم هنرمند» به بازار هنر عرضه کرد. این‌ها تعدادی بادکنک‌های سفید یا آبی بودند که باد شده و به پایه‌های چوبی متصل بودند، و بر روی آن پایه‌ها نوشته شده بود: «پیرو مانزونی - بازدم هنرمند». این اثر ادامهٔ مشغولیت فکر مانزونی با حد و مرز فیزیکالیسم بود، و همچنین به دلبستگی دنیای هنر به پایستگی طعنه می‌زد و محرکی بود برای فراموش نکردن مرگ و میرندگی.

## مدفوع هنرمند

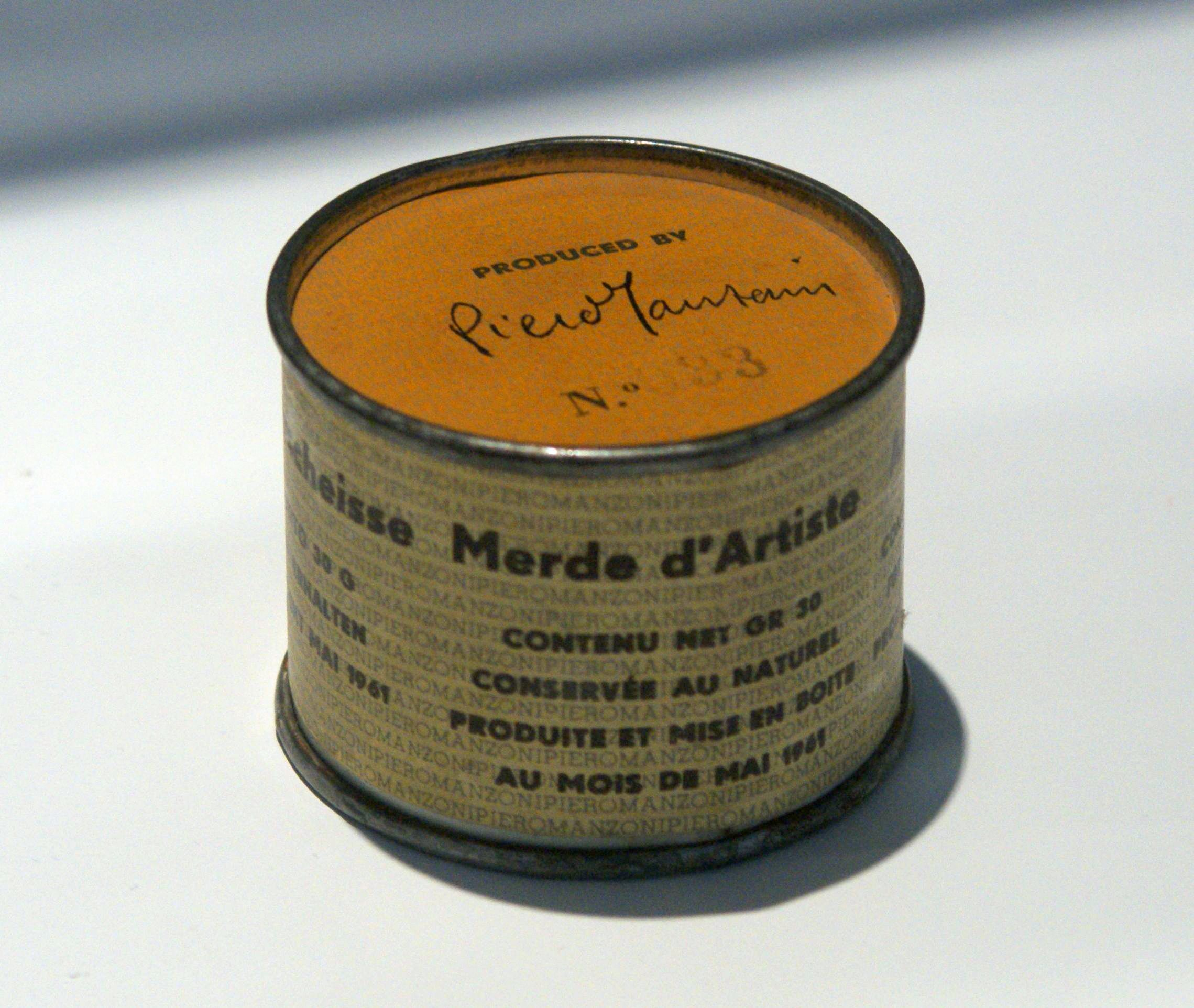
یک اثر ضدهنری مربوط به سال ۱۹۶۱ توسط پیرو مانزونی است. این کار شامل ۹۰ قوطی قلع است که هر کدام با ۳۰ گرم (۱٫۱ اونس) مدفوع پُر شده، در ابعاد ۴٫۸ در ۶٫۵ سانتی‌متر (۱٫۹ × ۲٫۶ اینچ)، با برچسب به زبان‌های ایتالیایی، انگلیسی، فرانسوی، و آلمانی

در بیست‌ویکم ماه مهٔ ۱۹۶۱، پیرو مانزونی مدفوع خود را در ۹۰ قوطی کنسرو جای داد و بر آن‌ها برچسبی با عنوان «گُهِ هنرمند» به زبان‌های انگلیسی، آلمانی، و ایتالیایی چسباند و بر روی سطح بالاییِ هر قوطی شماره‌هایی را از یک تا ۹۰ درج کرد و همهٔ آن‌ها را به امضای خود رساند. وزن هر یک از این قوطی‌ها، که شکل و شمایل کنسرو را داراست، سی گرم بود.
مانزونی شروع به فروش این مجموعه از مدفوع خود کرد و هر قوطی را به قیمت طلای هم‌وزن آن به بازار عرضه کرد.
این مجموعه مورد توجه شایسته‌ای قرار گرفت؛ چه از دیدگاه شکستن رابطه با سنت‌های هنریِ نیمهٔ دوم قرن بیستم و چه از نظر پیامی که با خود داشت؛ یعنی سقوط ارزش‌های هنر مدرن. در ۲۳ مهٔ ۲۰۰۷ یک قوطی به مبلغ ۱۲۴ هزار پوند در حراجی هنری ساتبیز فروخته شد. همچنین، در اکتبر ۲۰۰۸ قوطی شمارهٔ ۰۸۳ برای فروش به حراجی ساتبیز عرضه شد و ارزش آن بین ۵۰ تا ۷۰ هزار پوند تخمین زده شد. سرانجام این قوطی به قیمت ۹۷٬۲۵۰ پوند فروخته شد.